# سرا يلماز
سَرَّا يلماز (بالتركية: Serra Yılmaz)‏ أو سَرَّى يلماز هي ممثلة تركية، ولدت في 13 سبتمبر 1954 بإسطنبول في تركيا.

## أعمال

### أفلام
- (2010) الصوت
- (2011) نادي الخاسرين

## وصلات خارجية
- سرا يلماز على موقع IMDb (الإنجليزية)
- سرا يلماز على موقع ألو سيني (الفرنسية)
- سرا يلماز على موقع أول موفي (الإنجليزية)
- سرا يلماز على موقع قاعدة بيانات الأفلام السويدية (السويدية)
- سرا يلماز على موقع قاعدة بيانات الفيلم (الإنجليزية)
- سرا يلماز على موقع كينوبويسك (الروسية)